# Препото (Трст)
Препото је насеље у Италији у округу Трст, региону Фурланија-Јулијска крајина.
Према процени из 2011. у насељу је живело 146 становника. Насеље се налази на надморској висини од 253 м.